# Norton Motorcycle Company
La Norton Motorcycle Company è stata una fabbrica inglese di motociclette fondata da James Lansdowne Norton (detto "Pa") (1869-1925) a Wolverhampton nel 1898, trasferitasi in seguito a Birmingham e chiusa nel 1992. Passata quindi la produzione in Oregon con il nome di "Norton Motorcycles", dal 2020 il nome è rimasto come brand motociclistico.

## Storia
La Norton Manufacturing Company iniziò la sua attività nel 1898 come fabbrica di componenti per biciclette. Nel 1902 vengono prodotte le prime biciclette motorizzate Clément e marchiate Norton; solo 5 anni dopo una Norton condotta da Rembrandt Fowler e spinta da un bicilindrico Peugeot vinse il primo Tourist Trophy. Del 1908 è il primo motore costruito in casa, un monocilindrico di 500 cm³ a valvole laterali. Nel 1913 la Norton, entrata in difficoltà finanziarie, fu rilevata da uno dei principali creditori, la R.T. Shelley & Co.: l'azienda, sotto la direzione congiunta del fondatore e di Bob Shelley, fu rinominata Norton Motors Ltd.
Passata la prima guerra mondiale la Norton introdusse, a fianco della 500 a valvole laterali (siglata Model 16), un nuovo modello a valvole in testa, destinato alle competizioni, la Model 18. La moto ebbe un buon successo nelle competizioni: tra le più importanti vittorie si ricordano il Senior TT e il Sidecar TT nel 1924. La Model 18 sarà aggiornata con il passare del tempo, diventando un modello più votato al turismo; a sostituirlo nelle competizioni il nuovo modello CS1 monoalbero, progettata da Walter Moore. La CS1, e la sua evoluzione International (1932), ebbero gran successo nelle competizioni: tra il 1931 e il 1939 vinsero sette delle nove edizioni del Senior TT.

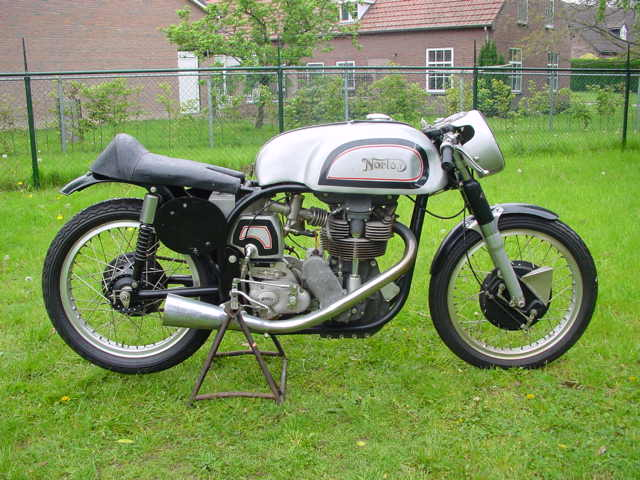
Una Manx del 1955.

La Seconda guerra mondiale vide la Norton impegnata nella produzione militare, fornendo all'esercito britannico la Model 16 e la Big Four con sidecar. Passata la bufera, la Casa di Birmingham presentò la Model 7 500 cm³, nota anche come Dominator (1948), prima Norton con motore bicilindrico parallelo. Per le competizioni, la International fu sostituita dalla Manx (1947), dominatrice del Tourist Trophy tra il 1947 e il 1954, e vincitrice del Campionato del Mondo 1951 (Classe 350 e Classe 500) e 1952 (Classe 350). La Manx era ambita anche tra i piloti privati, che la impiegarono con successo sino alla fine degli anni sessanta.
Per quanto riguarda le moto stradali, gli anni cinquanta videro l'entrata in produzione delle Dominator 88 e 99 (di 500 e 600 cm³ rispettivamente), equipaggiate con il telaio della Manx, il "Featherbed". Nel 1956, la Norton è ceduta alla Associated Motor Cycles (AMC), che possedeva già AJS, Matchless, Francis-Barnett e James. La fabbrica di Birmingham chiuse nel 1962, e le linee di montaggio furono spostate negli stabilimenti AMC di Woolwich, alla periferia di Londra. Primo modello Norton ad essere prodotto nel nuovo stabilimento fu la Atlas, bicilindrica di 750 cm³. L'Atlas divenne nota per le sue alte prestazioni, ma anche per le vibrazioni trasmesse dal suo motore.
Intorno alla metà degli anni sessanta il gruppo AMC entrò in difficoltà finanziarie. Il gruppo sarà rilevato dalla Manganese Bronze Holdings che concentrerà le sue attenzioni sul marchio Norton. Primo prodotto della nuova gestione, nel 1968, la Commando 750. Per risolvere il problema delle vibrazioni, la Commando era dotata di tamponi di gomma che isolavano il motore dal telaio (il sistema "Isolastic"). Disponibile in molte versioni (dalla primogenita "Fastback", alle "Roadster", "Interstate", "PR" e alla "Hi-Rider") la Commando si rivelò un successo.
Nel 1973, viene fondata la Norton-Villiers-Triumph (NVT), grazie all'acquisto (finanziato parzialmente dal governo britannico) del gruppo BSA. Di quell'anno è la versione di 850 cm³ della Commando.

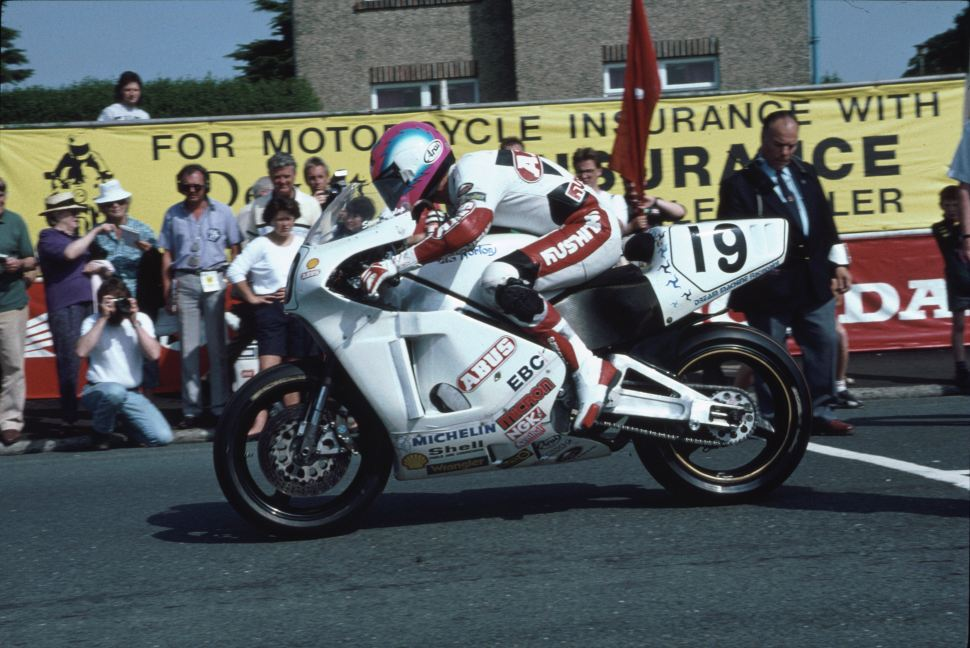
Steve Hislop alla partenza del Senior TT 1992.

Nel 1974 il gruppo NVT decise una ristrutturazione, che implicava la chiusura dello stabilimento Triumph di Meriden: le conseguenti proteste dei lavoratori bloccarono la produzione delle Triumph per 18 mesi, e causarono un grave dissesto finanziario, che, insieme alla recessione e l'arrivo sul mercato delle moto nipponiche obbligò la NVT a chiudere i battenti nel 1976.
Nonostante la chiusura della NVT, la Norton riuscì a proseguire l'attività in un nuovo stabilimento a Shenstone, nello Staffordshire, mettendo in produzione il birotore Wankel sviluppato dalla NVT, tra il 1973 e 1l 1975, sotto la guida dell'ing. Blair. Il primo modello della "nuova" Norton fu la Interpol (1981), destinata solo alla polizia ed equipaggiata da un birotore Wankel di 600 cm³ e 85 CV. Ad essa seguirono la Classic (1987) e la Commander (1988), vendute anche al grande pubblico (seppure in piccoli numeri). Di gran lunga la più nota tra le Norton Wankel fu però la F1 (1990), in cui il birotore britannico, raffreddato ad acqua, erogava 95 CV e spingeva la moto a 250 km/h. La moto ebbe anche una discreta carriera sportiva, vincendo con Steve Hislop il Senior TT 1992, davanti alla Yamaha di Carl Fogarty. La vittoria al TT fu però l'ultimo acuto della Norton, che chiuse i battenti in quello stesso anno.
Dopo anni di controversie legali riguardanti i diritti sull'utilizzo del marchio, nel 2008 la Casa ha ripreso le attività nel nuovo stabilimento situato nei pressi del circuito di Donington, presentando nel 2010 una nuova versione della Commando.

### Il ritorno alle corse

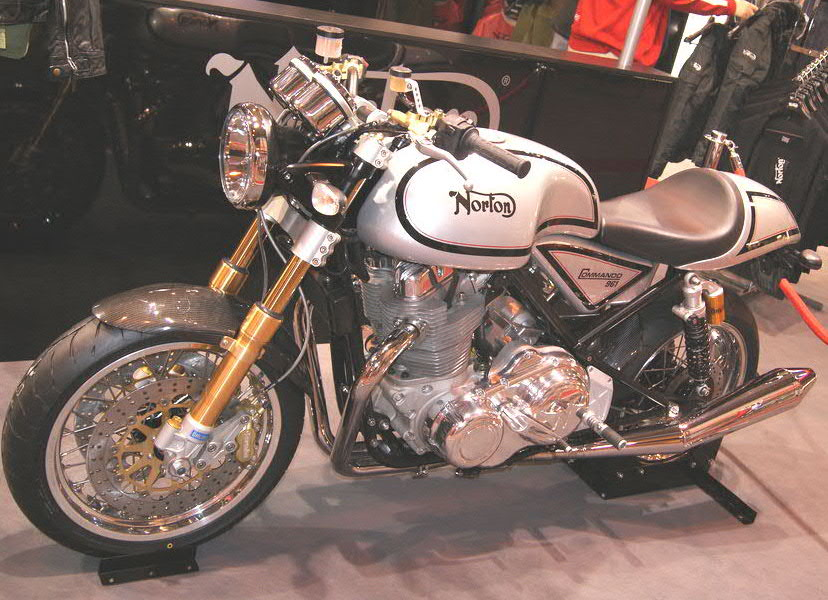
Norton Commando 961 Sport nel 2009.

Al TT 2009 si è verificato il ritorno alle corse della Norton che, sulla spinta dei nuovi proprietari, ha deciso di ripartire con le corse da dove era stata in gran parte costruita la sua storia sportiva, il Mountain Circuit dell'Isola di Man.
Ingaggiato il forte pilota irlandese Michael Dunlop, rispettivamente figlio e nipote dei piloti stradali Robert e Joey Dunlop, la Norton 588 versione 2009 ha fatto soli pochi chilometri nelle prove ufficiali e non è stata presentata al via del Senior TT a causa della sua limitata affidabilità. In occasione dell'edizione 2012 della gara dell'Isola di Man la Norton si ripresentò con una nuova moto, battezzata SG1, spinta dal 4 cilindri a V dell'Aprilia RSV4 inserito in un telaio Spondon. Iscritta al Senior TT poi annullato a causa del maltempo, la squadra ha ricevuto dall'organizzazione del TT il premio per l'eccellenza tecnica. Rinnovata per il TT 2013, la moto (ora denominata SG2) ha corso nuovamente il Senior TT classificandosi al 24º posto con Ian Mackman
Fino al 2020 una linea di motociclette è stata prodotta dal proprietario e amministratore delegato Stuart Garner. A causa di un fallimento finanziario con ingenti debiti, nell'aprile 2020 gli amministratori di BDO hanno accettato di vendere alcuni aspetti dell'attività di Garner alla Project 303 Bidco Limited, una nuova attività creata allo scopo con collegamenti con il produttore di motociclette indiano TVS Motor Company.